# 胎神
胎神是指附在孕婦胎上的神，該神守護胎兒，潛伏在孕婦寢室，住宅或週遭日常物品上。胎神於臺灣民間信仰中，尤其是道教信徒，是種相當重要的神明，迄今，部分台灣人仍深信，孕婦懷孕期間不能搬家，不能釘牆壁，甚至不能動剪刀，怕這些東西驚動了胎神，對胎兒不利，即是源自此信仰。台灣民間認為胎神居所不定，因此在安胎禁忌上需要知道胎神存在位置。自受孕開始，胎兒同胎神之間就相互感應。胎神既可保佑胎兒，若驚動胎神，亦可傷害胎兒，兼具正神與煞神兩面性。
1. ↑  謝世維. . 全國宗教資訊網.   [2023-01-08]. （原始内容存档于2022-07-24）.